# Ли Вэйцзюнь
Ли Вэйцзю́нь (кит. упр. 李伟军, пиньинь Li Wěijūn; род. 1 декабря 1981) — китайский футболист, вратарь.

## Карьера
Начал карьеру в 2001 году в малоизвестном китайском клубе «Шэньчжэнь Кэцзянь», затем играл в командах низших дивизионов «Дунгуань Наньчэн» и «Аньхой Цзюфан». После того, как клуб «Аньхой» был расформирован, в июле 2008 года присоединился к клубу из Гонконга «Саут Чайна», за который выступал по январь 2009 года.
В феврале 2009 года перешёл в клуб первой лиги Китая «Гуандун Жичжицюань».

## Статистика выступлений в Гонконге
| Клуб       | Сезон   | Лига  | Лига | Синьор Шилд | Синьор Шилд | Кубок Лиги | Кубок Лиги | Кубок ФА | Кубок ФА | Кубок АФК | Кубок АФК | Всего | Всего |
| Клуб       | Сезон   | Матчи | Голы | Матчи       | Голы        | Матчи      | Голы       | Матчи    | Голы     | Матчи     | Голы      | Матчи | Голы  |
| ---------- | ------- | ----- | ---- | ----------- | ----------- | ---------- | ---------- | -------- | -------- | --------- | --------- | ----- | ----- |
| Саут Чайна | 2008/09 | 3 (1) | 0    | 0 (0)       | 0           | 0 (0)      | 0          | 0 (0)    | 0        | 0 (0)     | 0         | 3 (1) | 0     |
| Саут Чайна | Всего   | 3 (1) | 0    | 0 (0)       | 0           | 0 (0)      | 0          | 0 (0)    | 0        | 0 (0)     | 0         | 3 (1) | 0     |